# Non solo Leali
Non solo Leali. Duetti semplicemente unici è un album discografico del cantante italiano Fausto Leali, pubblicato il 21 ottobre 2016.

## Il disco
A sette anni dall'uscita dell'ultimo disco Una piccola parte di te, il cantante bresciano torna con un album in studio prodotto da NAR International per Universal Music Italia. Si tratta di un disco le cui lavorazioni hanno visto Fausto Leali condividere lo studio di registrazione con alcuni colleghi per una serie di duetti sulle note di canzoni non necessariamente tratte dal suo repertorio.
L'album è anticipato dal singolo A chi mi dice, uscito il 30 settembre 2016. È un duetto con Mina sulla versione in lingua italiana di Breathe Easy dei Blue, con testo di Tiziano Ferro.
Tutte le altre canzoni sono eseguite in coppia con artisti maschili. Gli ospiti del disco, infatti, sono Francesco De Gregori (con il quale interpreta Sempre e per sempre), Alex Britti (Lo zingaro felice), Umberto Tozzi (Vita, famosa canzone portata originariamente al successo da Lucio Dalla e Gianni Morandi), Renzo Arbore (Crazy, versione jazz del brano di Willie Nelson), Enrico Ruggeri (Gianna di Rino Gaetano), Tony Hadley (Quando ami una donna, cover  di When a Man Loves a Woman incisa nel 1966 da Percy Sledge e poi cantata in italiano da I Bisonti), Clementino (Vierno, classico napoletano che Leali ha portato al successo nel 1975), Massimo Ranieri (Io che non vivo di Pino Donaggio) e Claudio Baglioni (Solo lei incisa da Fausto negli anni settanta).
L'album viene presentato il 16 ottobre su Rai 1 nella trasmissione di Pippo Baudo Domenica in.

## Tracce
1. A chi mi dice (feat. Mina) - 4:17 (Tiziano Ferro-Lee Ryan)
2. Sempre e per sempre (feat. Francesco De Gregori) - 3:27 (Francesco De Gregori)
3. Lo zingaro felice (feat. Alex Britti) - 3:35 (Alessandro Britti)
4. Vita (feat Umberto Tozzi) - 3:40 (Mogol-Mario Lavezzi)
5. Crazy (feat. Renzo Arbore) - 4:41 (Willie Nelson)
6. Gianna (feat. Enrico Ruggeri) - 3:56 (Rino Gaetano)
7. Quando ami una donna (feat. Tony Hadley) - 3:48 (Mogol-Calvin Lewis-Andrew Wright)
8. Vierno (feat. Clementino) - 3:19 (Armando De Gregorio-Vincenzo Acampora)
9. Io che non vivo (senza te) (feat. Massimo Ranieri) - 3:15 (Vito Pallavicini-Pino Donaggio)
10. Solo lei (feat. Claudio Baglioni) - 4:24 (Massimo Cantini-Franca Evangelisti)

## Classifiche
| Paese  | Posizione più alta |
| ------ | ------------------ |
| Italia | 22                 |